# Maryland Area Regional Commuter
Il Maryland Area Regional Commuter, conosciuto anche con l'acronimo MARC, è un servizio ferroviario suburbano a servizio delle aree metropolitane di Washington e di Baltimora. Si compone di tre linee, le linee Camden e Brunswick sono gestite dalla Bombardier Transportation mentre la linea Penn è gestita dall'Amtrak.
Alcuni dei mezzi utilizzati dalla rete, precisamente le locomotive AEM-7 e HHP-8, possono raggiungere anche i 201 km/h, rendendo il MARC il servizio ferroviario suburbano con la velocità massima più elevata di tutti gli Stati Uniti.

## La rete
| Linea           | Percorso                                               | Lunghezza | Stazioni | Gestore                   |
| --------------- | ------------------------------------------------------ | --------- | -------- | ------------------------- |
| Linea Brunswick | Washington Union ↔ Martinsburg/Frederick               | 119 km    | 19       | Bombardier Transportation |
| Linea Camden    | Washington Union ↔ Camden                              | 63 km     | 12       | Bombardier Transportation |
| Linea Penn      | Washington Union ↔ Baltimora Pennsylvania ↔ Perryville | 124 km    | 13       | Amtrak                    |

Giornalmente la rete si compone di 97 corse, così suddivise tra le varie linee: 19 sulla linea Brunswick, 21 sulla linea Camden e 57 sulla linea Penn. Inoltre, il 7 dicembre 2013 è stato introdotto un servizio limitato per la linea Penn durante i fine settimana, che dal novembre 2016 si compone di 18 corse il sabato e 12 la domenica.